# St Albans

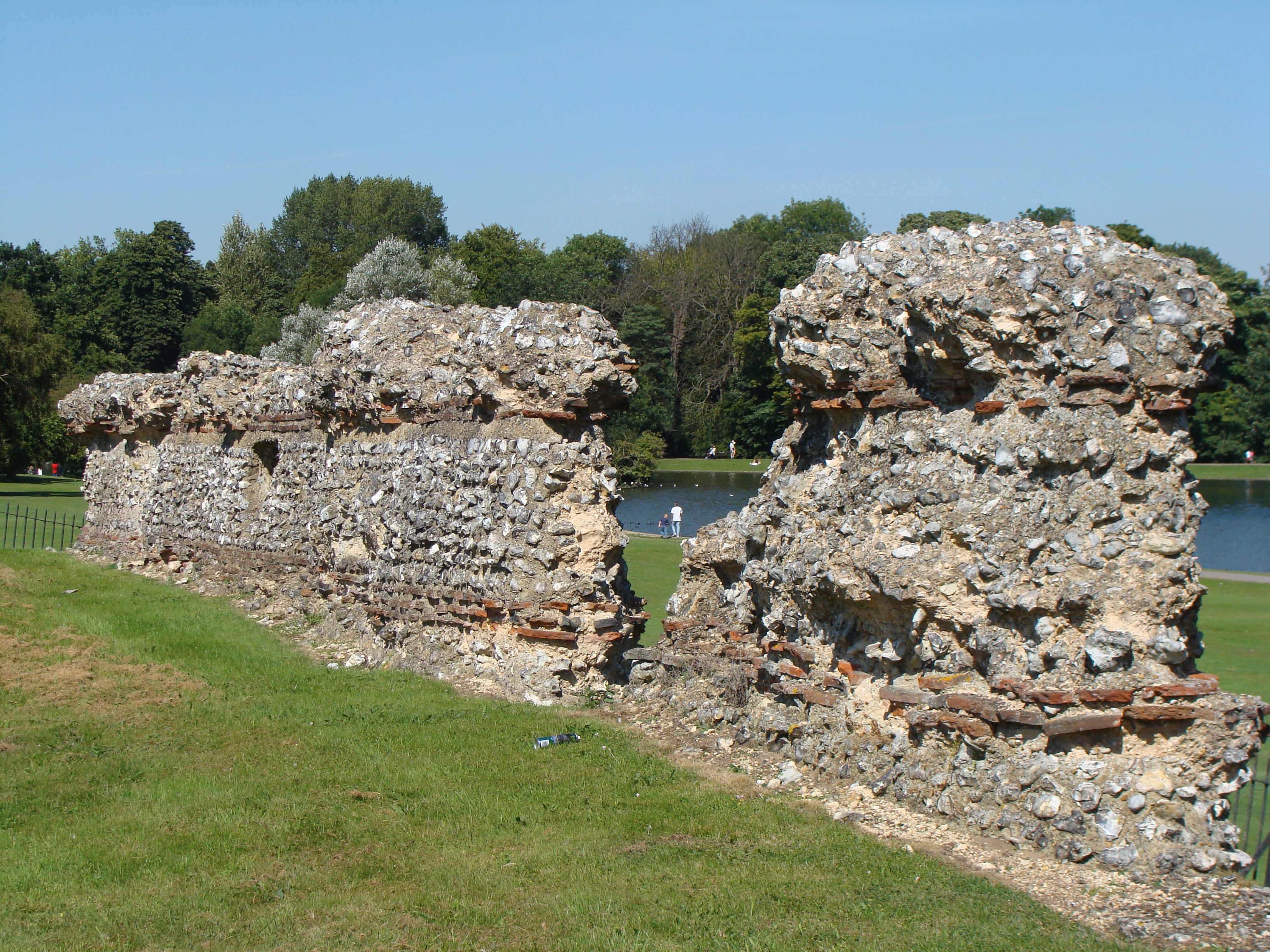
Lämningar av en romersk mur.

St Albans är en stad som ligger omkring 35 kilometer norr om centrala London, i grevskapet Hertfordshire. Under romersk tid hette den Verulamium. Staden har växt under 1900-talet då den blivit en förstad till London. Vid folkräkningen 2001 hade den 64 000 invånare. Den är huvudort i distriktet med samma namn.
Ortens namn kommer från Sankt Alban, den förste kände kristne britten som även blev den förste martyren. Enligt legenden dödades han vid kullen där katedralen numera ligger någon gång år 209-304 efter att ha skyddat en flyende präst. Ett kloster upprättades på platsen 793, och det blev under medeltiden ett av Englands mest inflytelserika. Runt klostret kom en stad att växa upp.
Orten har trots stor inflyttning lyckats behålla karaktären av en småstad med torghandel, medeltida hus, smala gator och en behaglig lunk. Staden har, även för att vara i England, en ovanligt rik flora av pubar, flera av dem i bruk sedan femtonhundratalet.
Staden var tidigare en järnvägsknut, men nu går det enbart trafik med Thameslink till London (och vidare till Brighton) och Luton samt en liten pendelbana till Watford Junction. Motorvägen M1 går också vid St Albans och denna går till London.
Bland sevärdheterna finns den återuppbyggda katedralen, Verulamium-museet som visar de romerska lämningarna, ett hantverksmuseum samt den årligt återkommande ölfestivalen. 
I St Albans ligger såväl ölkonsumentorganisationen CAMRA:s som Royal Entomological Societys huvudkontor.

## Kända personer
- Francis Bacon (1561–1626), filosof, vetenskapsman och statsman. Bacon tilldelas från år 1618 titeln "Viscount St Albans".
- Stanley Kubrick (1928–1999), amerikansk filmregissör och producent som bodde på Childwickbury Manor från 1978 fram till sin död 1999.
- Stephen Hawking (1942-2018), teoretisk fysiker som studerat vid St Albans School.
- Tim Rice (född 1944), lyriker, som studerat vid St Albans School.

## Vänorter
- Fano, Italien
- Nyíregyháza, Ungern
- Nevers, Frankrike
- Odense, Danmark
- Worms, Tyskland